# Site paléontologique de Champblanc
Le site paléontologique de Champblanc se trouve dans les carrières de gypse de la commune de Cherves-Richemont, dans le département français de la Charente, à une dizaine de kilomètres au nord-est de la ville de Cognac. Ce gisement livre de nombreuses espèces de poissons, de reptiles, de dinosaures et même de mammifères, datées du Berriasien inférieur à moyen (Crétacé inférieur), soit il y a environ entre 145 et 142 Ma (millions d'années), une période pauvre en fossiles, notamment de mammifères.
L'ensemble du patrimoine fossile extrait sera géré et conservé par les musées d'Angoulême et de Cognac.

## Contexte géologique
Cette carrière se situe dans le Bassin aquitain, à la limite des terrains du Jurassique supérieur (étage tithonien) et du Crétacé inférieur (étage Berriasien). C'est une ancienne lagune tropicale où, au cours du temps, se sont déposées des couches de gypse et, dans les marnes intermédiaires, une quantité et une diversité exceptionnelles de fossiles.
La carrière à ciel ouvert monte sur trente à quarante mètres de hauteur avec des alternances de bancs de gypse, de marnes, de calcaires ou d'argiles noires que l'on croyait dans un premier temps peu fossilifères, sauf une couche où se sont accumulés les très nombreux restes de vertébrés : un lit à ossements.
En 2001 et 2002 cette zone a été datée du Purbeckien, un ancien étage géologique qui recouvre la fin du Jurassique. Mais des études plus détaillées basées sur la présence de certaines espèces de microfossiles caractéristiques ont modifié la datation pour le Berriasien (145 à 139 Ma) inférieur à moyen, ce qui correspond au tout début du Crétacé inférieur.
C'est un des rares gisements du début du Crétacé dans cette région du Bassin aquitain, époque charnière bien mal connue jusqu'à présent et durant laquelle sont apparus les premiers mammifères. L'analyse des sédiments montre que ce site correspond à une ancienne lagune où se sont succédé des influences marines et continentales. Le climat était plutôt chaud, l'eau saumâtre, et la lagune subissait une forte évaporation, ce qui a été montré par des mesures de rapports isotopiques de l'oxygène dans l'émail dentaire des poissons et des reptiles fossiles. L'analyse des argiles constitutives des marnes révèle que la région était plutôt aride.
La limite entre le Jurassique et le Crétacé est marquée par une crise, avec disparition d'une partie des êtres vivants de l'époque. Le gisement de Champblanc permet de préciser les différentes espèces existantes au début du Crétacé : c'est une fenêtre sur la biodiversité du début de cette période. La chute de la biodiversité observée entre le Jurassique et le Crétacé est en effet peut-être artificiellement amplifiée par la faible quantité de fossiles disponibles, ce que l'on appelle un « effet de gisement ».
L'opération entamée en 2002 se continue avec mise à disposition par la commune de Cherves-Richemont de l'ancienne école d'Orlut dont la cantine est transformée en laboratoire de travail.

## Campagnes de fouilles

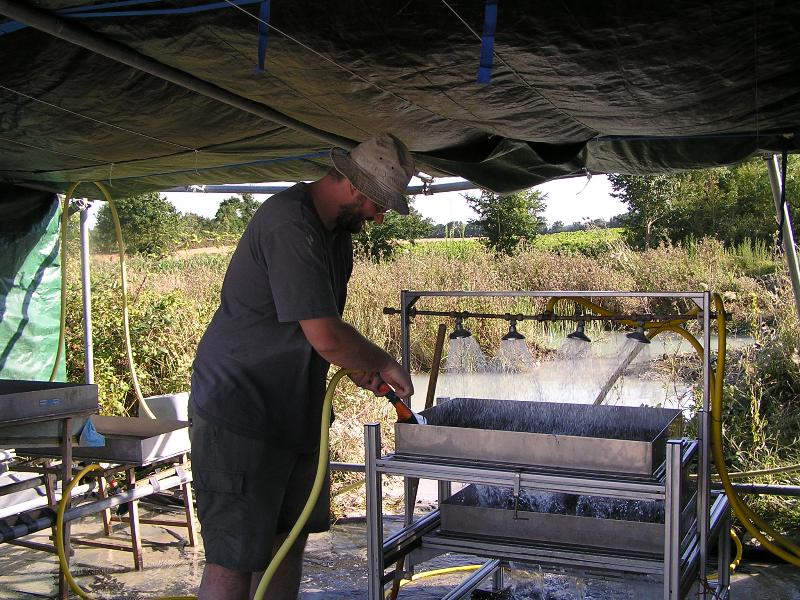
Station de tamisage.

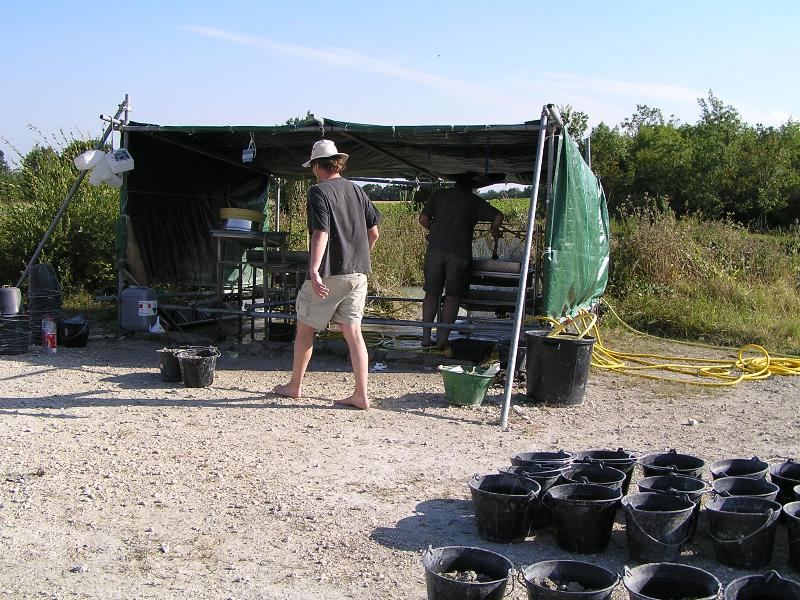
Station de tamisage.

Cette carrière de gypse est exploitée depuis l'Antiquité et à plus grande échelle depuis le XIXe siècle. Le géologue Henri Coquand est le premier à avoir découvert des fossiles sur ce site au milieu du XIXe (1858). Mais il a fallu attendre la fin des années 1970 pour que des dents, épines et écailles de poissons puis des restes de reptiles... soient à nouveau découverts notamment par Daniel Pouit et publiés en 1989 dans le bulletin de la Société géologique de France avec la figuration du squelette d'un reptile sphénodonte. Le paléontologue amateur Thierry Lenglet, ayant entrepris des fouilles dans les années 1990 comprend aussi l'intérêt du site. Il met plus de 10 ans à convaincre une autorité scientifique du potentiel de découverte. C'est en 2001, grâce à Jean-François Tournepiche, Conservateur du Musée d'Angoulême, que le professeur Jean-Michel Mazin dirige une fouille test de deux semaines, et ce petit sondage dépasse toutes les espérances tant par sa richesse, sa densité que sa diversité : restes de crocodiles, de poissons, de tortues, de requins, de dinosaures, de ptérosaures... On pense alors que le site ne serait composé que d’un seul niveau fossilifère.
En juillet 2002, la première campagne de fouilles, a réuni près de 70 personnes, et une vingtaine de spécialistes internationaux. Plus de 400 spécimens ont été extraits, représentant au moins 50 espèces de mollusques, crustacés, poissons, requins, amphibiens, tortues, crocodiliens, ptérosaures, dinosaures et mammifères, ainsi que du bois fossile. Les fossiles sont des ossements isolés qui se sont déposés dans le fond de la cuvette formée par une lagune. Peu de connexions anatomiques sont observables.
Des sédiments ont été lavés et tamisés révélant des milliers de microrestes de vertébrés, notamment des dents inframillimétriques, ainsi que des fragments de coquilles d'œufs de tortues, de crocodiliens et de dinosaures. La mise en place de la station de tamisage a permis les années suivantes de tamiser plusieurs tonnes de sédiments.
Cette fouille permet de mettre au jour, couche par couche, c'est-à-dire période par période, les espèces du site. On a dénombré 44 couches sédimentaires qui contiennent des restes fossilifères. Ceci qui permet de suivre l'évolution de la faune et des environnements, couche par couche, durant tout le Berriasien.
De 2002 à 2007, des campagnes de fouilles ont eu lieu chaque été, financées par des institutions de tutelle, des collectivités publiques et du mécénat d'entreprise.

### Étude des micro-restes
Le tamisage des sédiments permet de recueillir jusqu'à 40 000 dents de poissons, requins, reptiles divers, mammifères et même d'oiseaux, par tonne de sédiment. Parmi ces dents, une cinquantaine appartiennent à des mammifères et cette collection unique va permettre d'accéder à des méthodes de reconstitution des régimes alimentaires et des paléoenvironnements, ce qui n'était guère possible jusqu'à présent en raison de la rareté des spécimens.

## Faune découverte
Les espèces découvertes sont nombreuses et variées :

### Crocodiliens
Plusieurs nouvelles espèces de crocodiliens ont été identifiées, notamment des crocodiliens nains de la famille très mal connue des Atoposauridae, qui mesurent seulement une quarantaine de centimètres de longueur.
De nombreux crânes (au moins 11 pour Goniopholis) et un squelette complet, des squelettes quasi complets de Theriosuchus, mandibule (Bernissartia), dents, ostéodermes...
Liste des différents crocodiles présents :
- Goniopholis simus
- Goniopholis crassidens
- Pholidosaurus purbeckensis
- Bernissartia fagesii
- Bernissartidae indéterminé
- Theriosuchus pusillus
- Theriosuchus sp.

### Dinosaures
Une nouvelle espèce de dinosaures sauropodes de la famille des Camarasauridae : ce sont des dinosaures sauropodes de taille moyenne et à long cou (comme les Diplodocus), fréquents en Amérique du Nord. Il a été trouvé un fragment de vertèbre d'un jeune camarasauridé, et des restes d'un autre camarasauridé (dents, vertèbres).
Jean-Michel Mazin et Jean-Paul Billon-Bruyat (son collègue, alors thésard) ont freiné au maximum la divulgation de l’information tant elle semblait difficile à croire :

« Le simple fait d’annoncer publiquement que notre dinosaure est un camarasauridé, c’est déjà osé. Et parler de mammifères du Mésozoïque, c’est franchement se placer sur le fil du rasoir. Mais nous sommes si nombreux à participer à cette opération que le secret n’a pu être gardé bien longtemps. C’est un secret de polichinelle. »

Il a aussi été trouvé des dinosaures théropodes dont des Archaeopterygidae (Archaeopteryx), Dromaeosauridae (Nuthetes sp.), au moins cinq de  théropodes mais essentiellement des dents, et des dinosaures Ornithischia dont des Ornithopoda, Heterodontosauridae, Camptosaurus, Stegosauridae.

### Tortues
De grandes quantités de plaques dermiques et de coquilles d'œufs de tortues sont retrouvées (Tretosternon et Pleurosternon).

### Mammifères
Dans les marnes on trouve des dents de mammifères : Dryolestidae, Spalacotherium evanaae, Triconodon, Multituberculé indéterminé.

### Autres espèces
- Divers fragments osseux de Pterodactyloidea
- Chondrichthyes : Parvodus, Polyacrodus, Lissodus, Hybodus, Hybodontidae, Rhinobatidae dont il a été retrouvé des dents, des écailles, des épines dorsales, etc.
- Des poissons Actinoptérygiens :  Belonostomus, Caturus, Coelacanthidae, Thrissops, Coeludus et Proscinetes, Lepidotes dont il a été retrouvé des dents, des écailles
- Des amphibiens, des fragments de mandibule et d'humérus d'Albanerpetontidae
- Des ostracodes, des Charophytes et des dinoflagellés qui permettent les datations

## Galerie

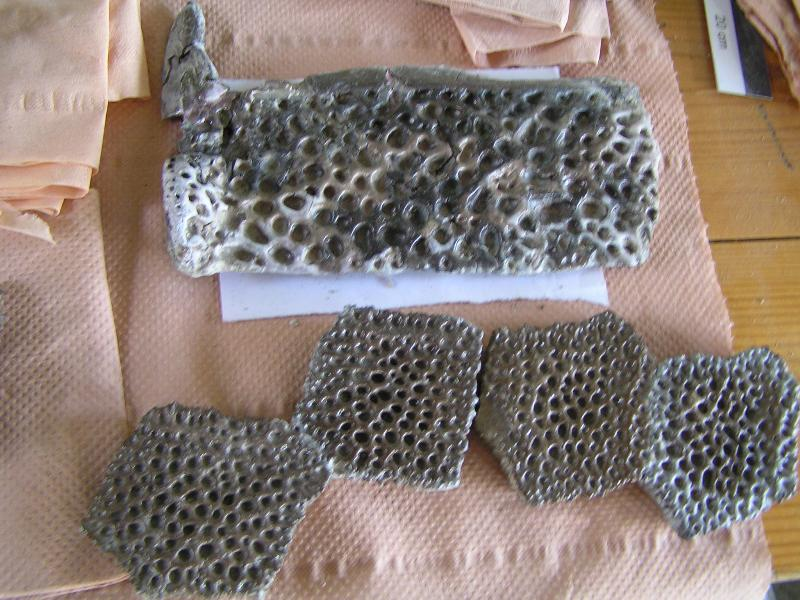
Fouilles 2007.
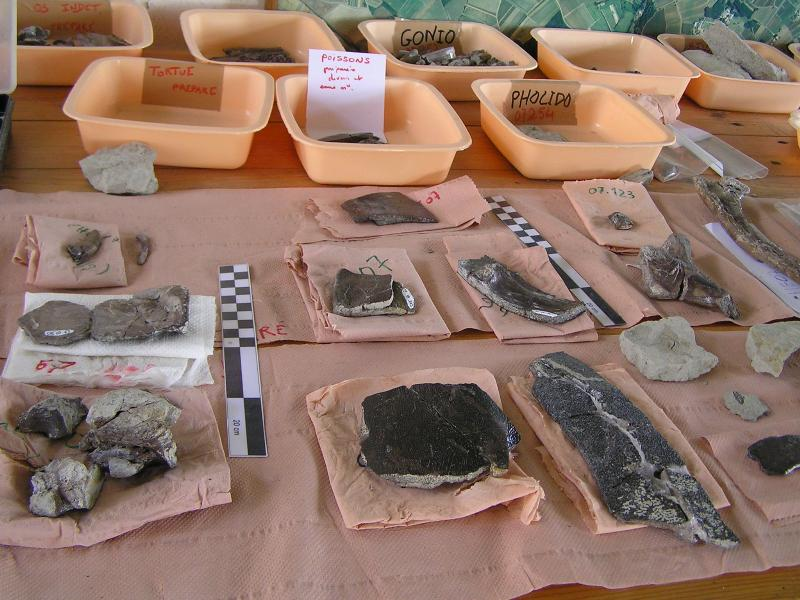
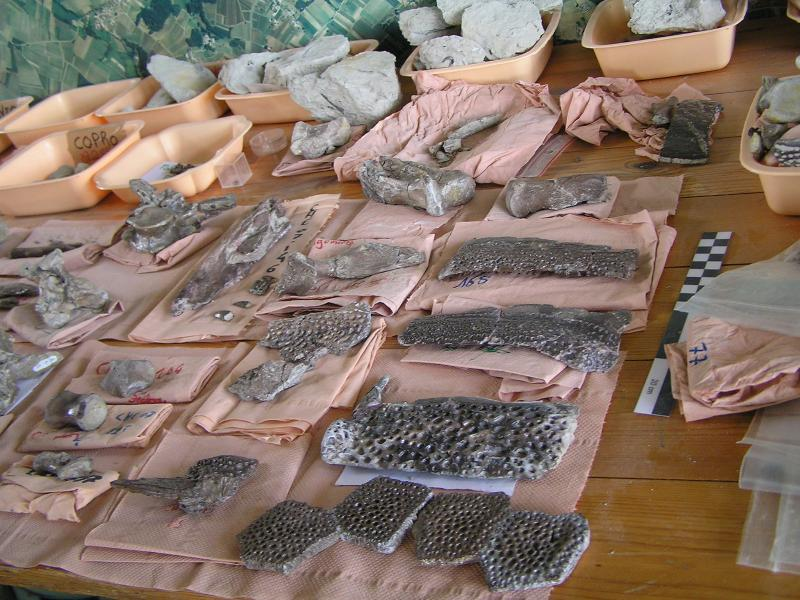
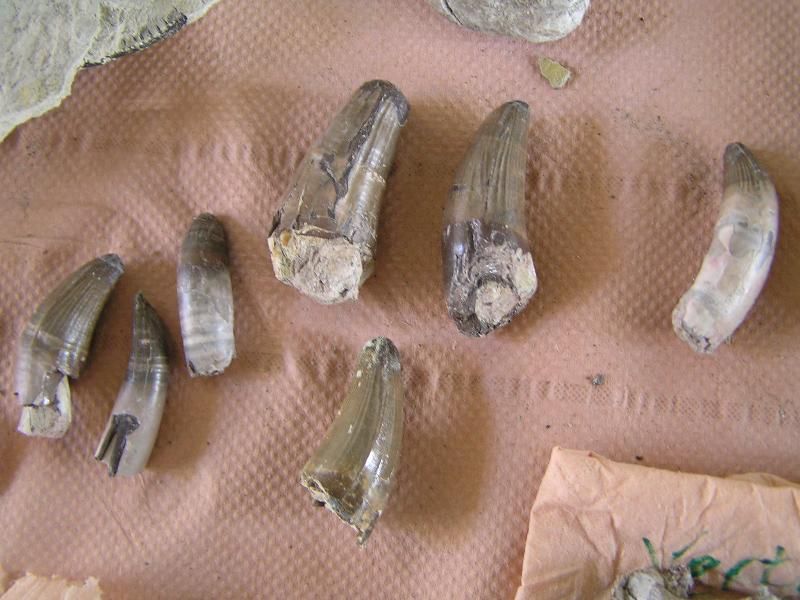
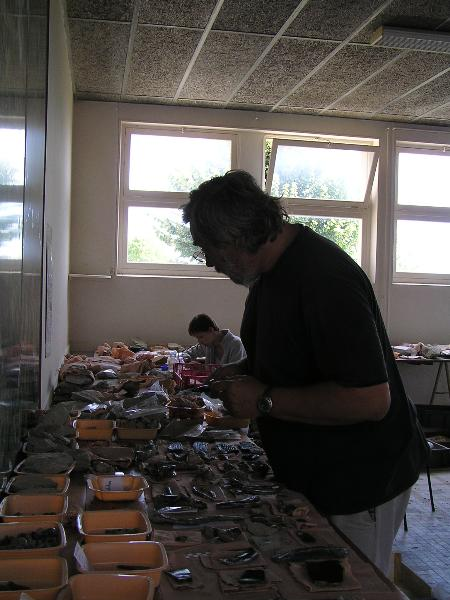

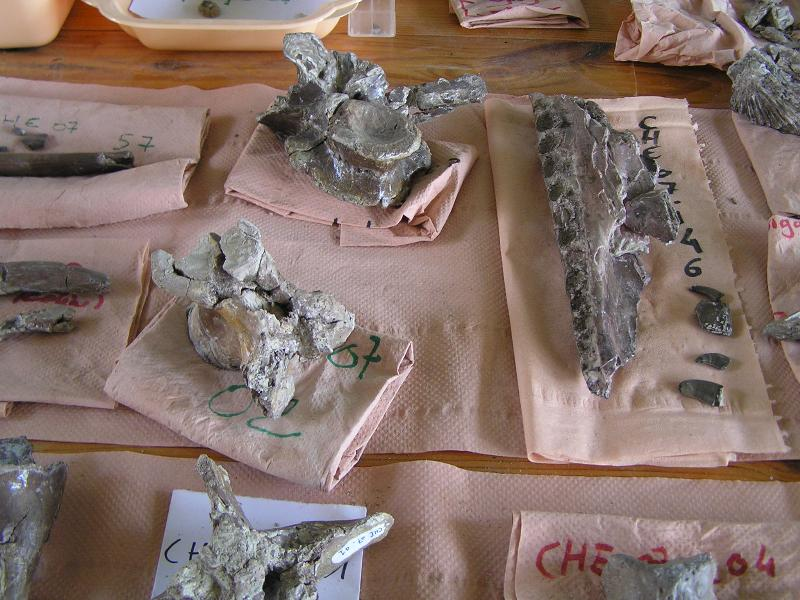
fouilles 2007
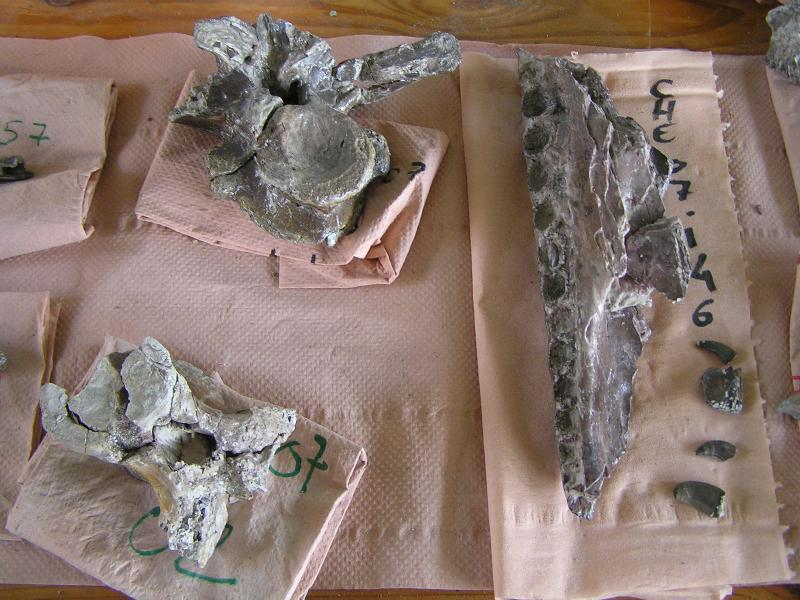
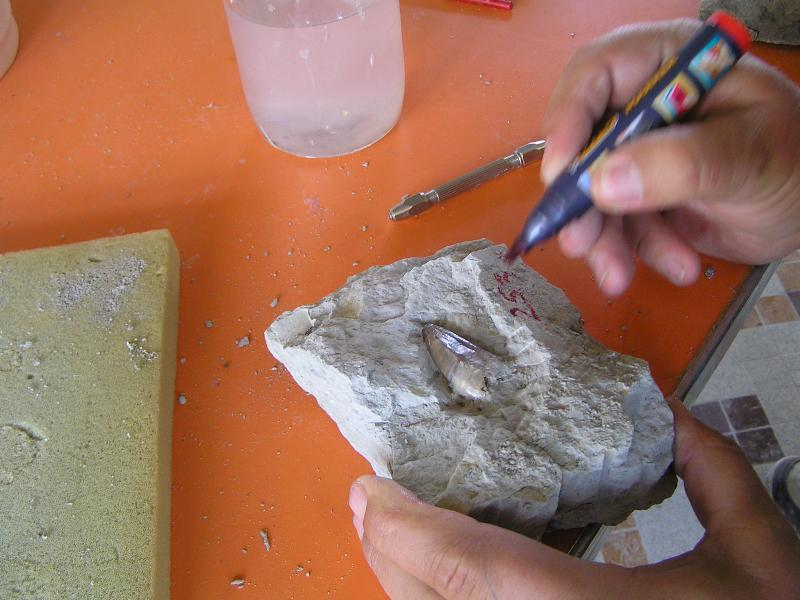
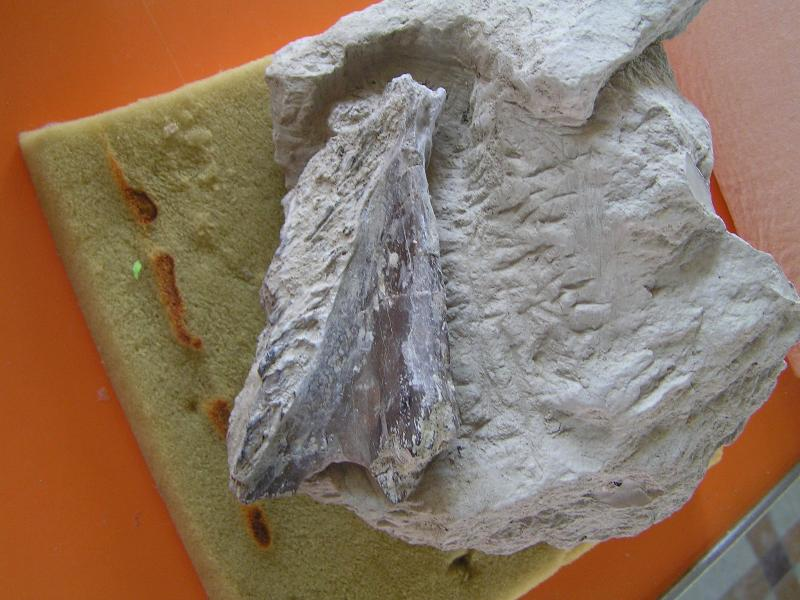
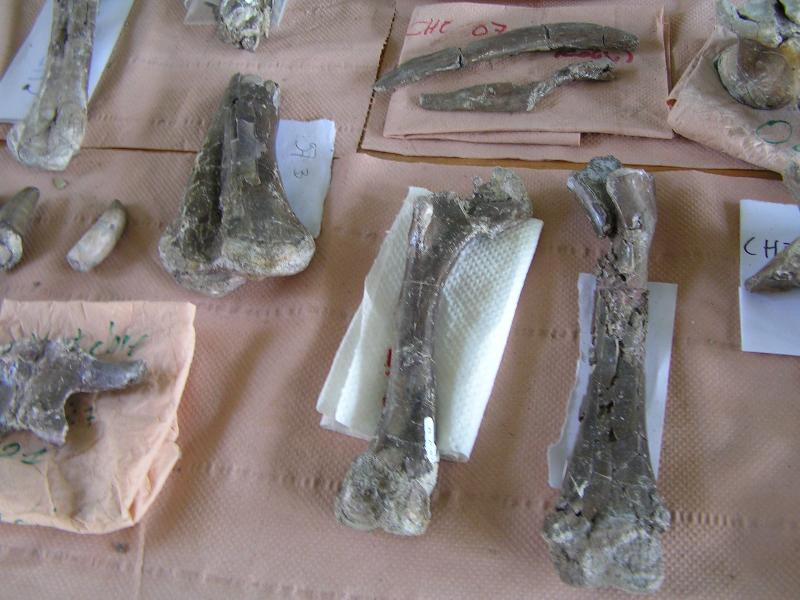

### Sources et bibliographie
- BUFFETAUT Eric, POUIT Daniel, RIGOLLET Laurent et ARCHAMBEAU Jean-Pierre (1989) : Poissons et reptiles continentaux du Purbeckien de la région de Cognac (Charente) : Bull. Soc. géol. Fr. (8), 5, p. 1065-1069.
- POUECH Joane, 2004: Les micro-restes de vertébrés de Champblanc (Berriasien, Cherves-de-Cognac, Charente). Quantification de la biodiversité. Mémoire DEA, Poitiers.
- MAZIN Jean-Michel et BILLON-BRUYAT Jean-Paul (2003) :  « Nouveau dinosaure à Cognac », Pour la science, vol. no 306.
- POUECH Joane, MAZIN Jean-Michel and BILLON-BRUYAT Jean-Paul, 2006 : Microvertebrate biodiversity from Cherves-de-Cognac (Lower Cretaceous, Berrasian : Charente, France). 9th International Symposium on Mesozoic Terrestrial Ecosystems and Biota, Abstracts and Proceedings Volume: p. 96-100. [lire en ligne]